# Ивченко, Сергей Иванович
Серге́й Ива́нович И́вченко (25 марта 1925 — 13 ноября 1984) — советский украинский учёный-биолог, писатель, доктор биологических наук (1971), работавший в жанре научно-популярной литературы, посвящённой ботанике.

## Биография
Родился на Харьковщине, в селе Буды, в семье кузнеца. Его детство прошло в этой местности. После начала Великой Отечественной войны и прихода на Харьковщину немецко-фашистских войск вчерашний школьник стал членом местной подпольной организации.
С 1943 года он — солдат, наводчик, а потом и командир противотанкового орудия. Вместе с частями 1-го и 4-го Украинских, а потом 1-го и 2-го Белорусских фронтов он воевал на Украине, в Крыму, Западной Белоруссии, в Польше, Восточной Пруссии и Германии.
В 1950 году С. И. Ивченко окончил Харьковский сельскохозяйственный институт, а потом аспирантуру при Украинском научно-исследовательском институте лесного хозяйства. В 1953 году защитил диссертацию на степень кандидата сельскохозяйственных наук по теме «Плодовые породы в полезащитных лесных насаждениях на обыкновенных черноземах УССР».
В 1964 году вышла первая книга С. И. Ивченко «Цікава дендрологія», предисловие к которой написал поэт Максим Рыльский. Через год в издательстве ЦК ВЛКСМ «Молодая гвардия» была издана книга «Загадки цинхоны» с предисловием лётчика-космонавта СССР А. Г. Николаева, получившая на Всесоюзном конкурсе научно-популярной литературы диплом второй степени. Опубликовал также книги «Деревья-памятники», «Занимательно о ботанике» и «Сад над Днепром».
В начале 1970-х годов в Воронежском университете С. И. Ивченко защитил диссертацию на степень доктора биологических наук по теме «Дикорастущие плодовые Евразии и Северной Америки и их интродукция на Украине».

## Основные публикации
- Ивченко С. И. Загадки цинхоны: Рассказы о деревьях. — М.: Молодая гвардия, 1965. — 208 с.
- Ивченко С. И. Загадки цинхоны: Рассказы о деревьях / Художник А. Колли. — М.: Молодая гвардия, 1968. — 256 с. — (Эврика). — 50 000 экз.
- Ивченко С. И. Занимательно о ботанике. — М.: Молодая гвардия, 1969. — 240 с. — (Эврика). — 65 000 экз.
- Кондратюк Е. Н., Ивченко С. И., Смык Г. К. Дикорастущие лекарственные и плодовые растения Украины. — Киев: Урожай, 1969. — 180 с. — 70 000 экз.
- Ивченко С. И. Книга о деревьях. — М.: Лесная промышленность, 1973. — 232 с. — 25 000 экз.
- Ивченко С. И., Руденко В. Ф. Лесные плодовые растения. — М.: Лесная промышленность, 1976. — 192 с. — 40 000 экз.
- Ивченко С. И. Занимательно о фитогеографии. — М.: Молодая гвардия, 1985. — 176  .: ил. с. — (Эврика). — 100 000 экз.